# Urnenhain Tolkewitz

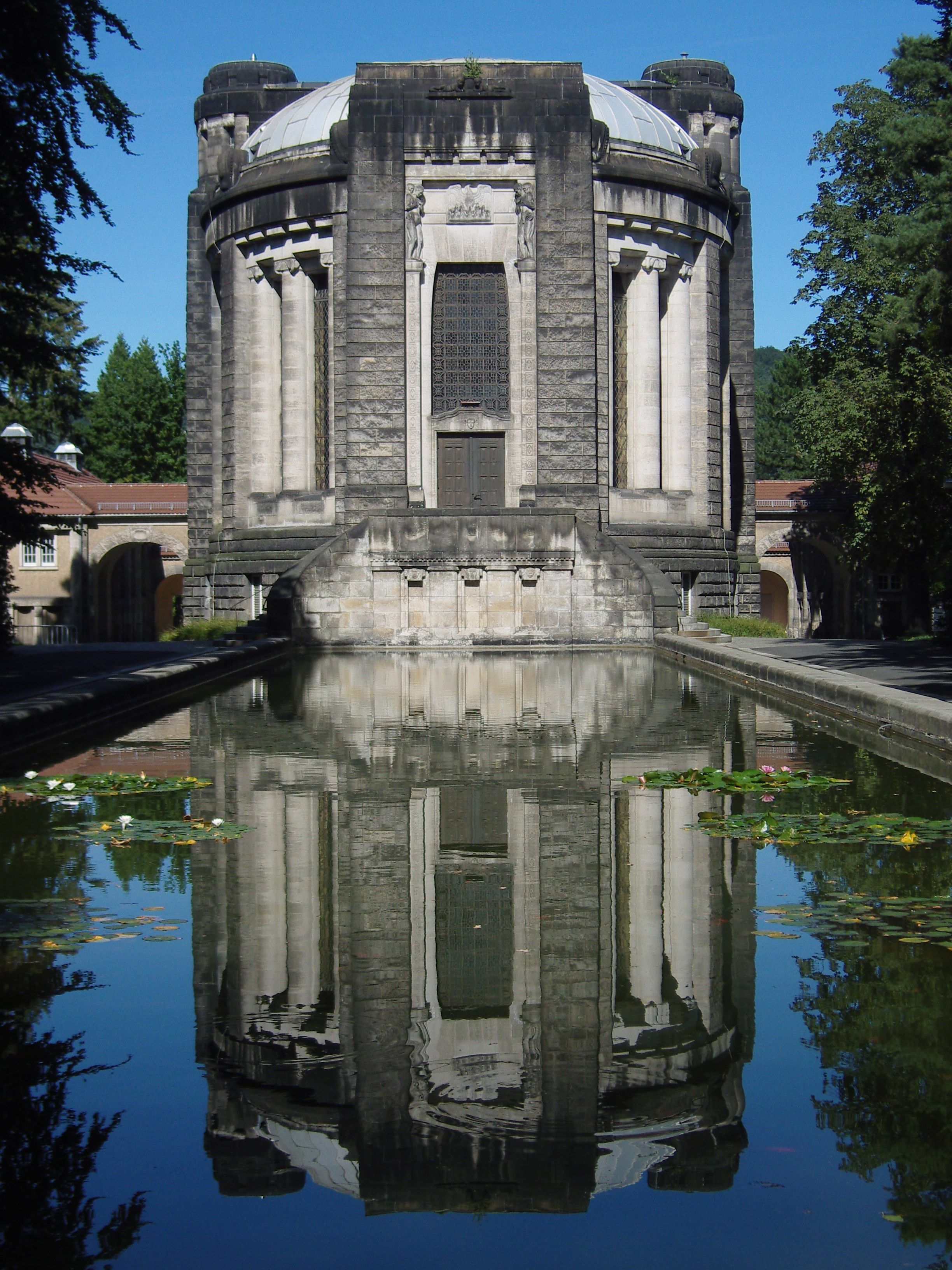
Krematorium des Urnenhains Tolkewitz von Fritz Schumacher

Der Städtische Friedhof und Urnenhain Tolkewitz ist ein Waldfriedhof im Dresdner Stadtteil Tolkewitz, auf dem ausschließlich Urnenbestattungen stattfinden. Der Friedhof liegt neben dem Johannisfriedhof an der Wehlener Straße und befindet sich in kommunaler Hand. Mit einer Größe von 70.500 Quadratmetern ist er der sechstgrößte Friedhof Dresdens. Das Krematorium des Friedhofs galt in den 1920er Jahren als beliebte Touristenattraktion, konnte für 25 Pfennige besichtigt werden und fand auf Postkarten Verbreitung. Seit 1985 steht der Urnenhain Tolkewitz in seiner Sachgesamtheit unter Denkmalschutz.

## Geschichte

Ansicht um 1900

Im Jahr 1876 wurde in Mailand das erste europäische Krematorium in Betrieb genommen. Zwei Jahre später nahm das Krematorium Gotha als erstes in Deutschland seinen Betrieb auf. Im Jahr 1891 folgten Krematorien in Heidelberg, später weitere in Hamburg, Jena und Offenbach am Main (1899).

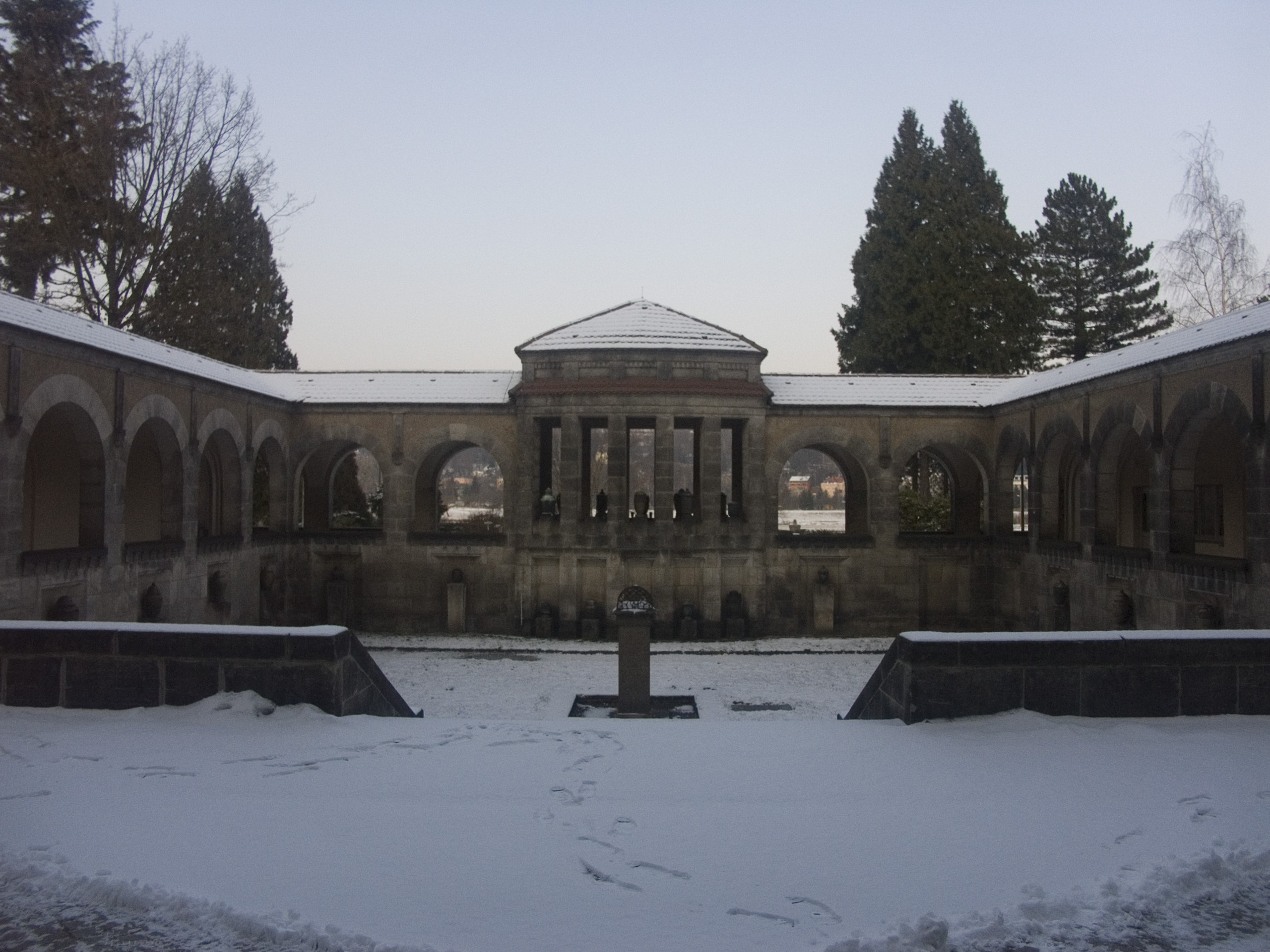
Der Urnenhof des Urnenhains Tolkewitz

In Sachsen war die Feuerbestattung per Gesetz erst 1906 zugelassen worden. Kurz darauf wurde der Bau eines Krematoriums auch in Dresden beschlossen. Die Stadt erwarb 1908 ein 30.000 Quadratmeter großes Flurstück im damals noch eigenständigen Tolkewitz unmittelbar neben dem Johannisfriedhof. Im Jahr 1909 wurde mit dem Bau des Krematoriums begonnen. Die Pläne stammten von Fritz Schumacher, die Bauleitung hatte Hans Erlwein inne. Die Fassadengestaltung übernahm Georg Wrba, die Arbeiten im Innenraum stammen von Georg Wrba und Otto Gussmann. Im Jahr 1911 wurde das Gebäude als inzwischen 25. Krematorium Deutschlands fertiggestellt. Die erste Einäscherung fand am 22. Mai 1911 statt.

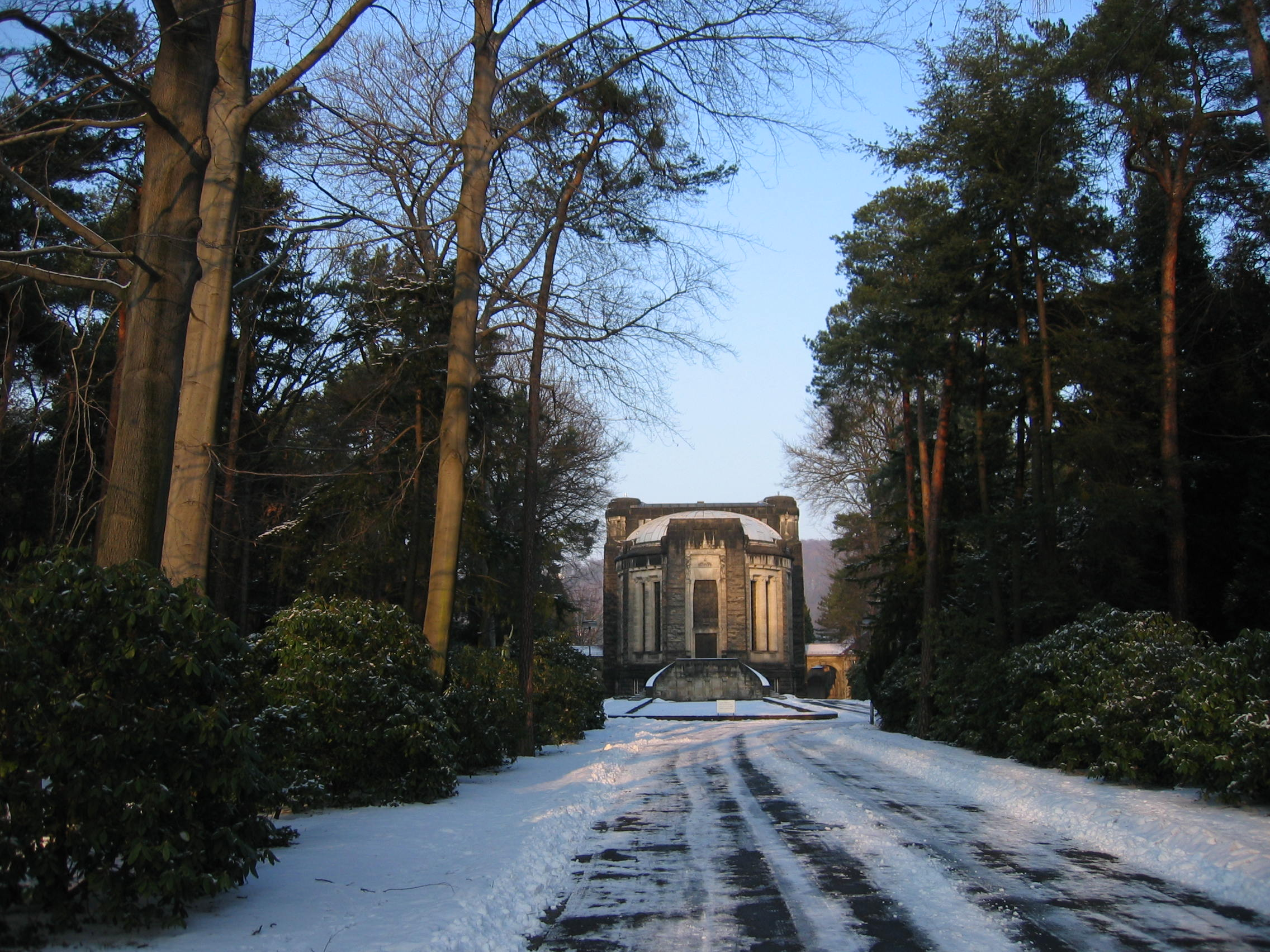
Die via funeralis im Winter

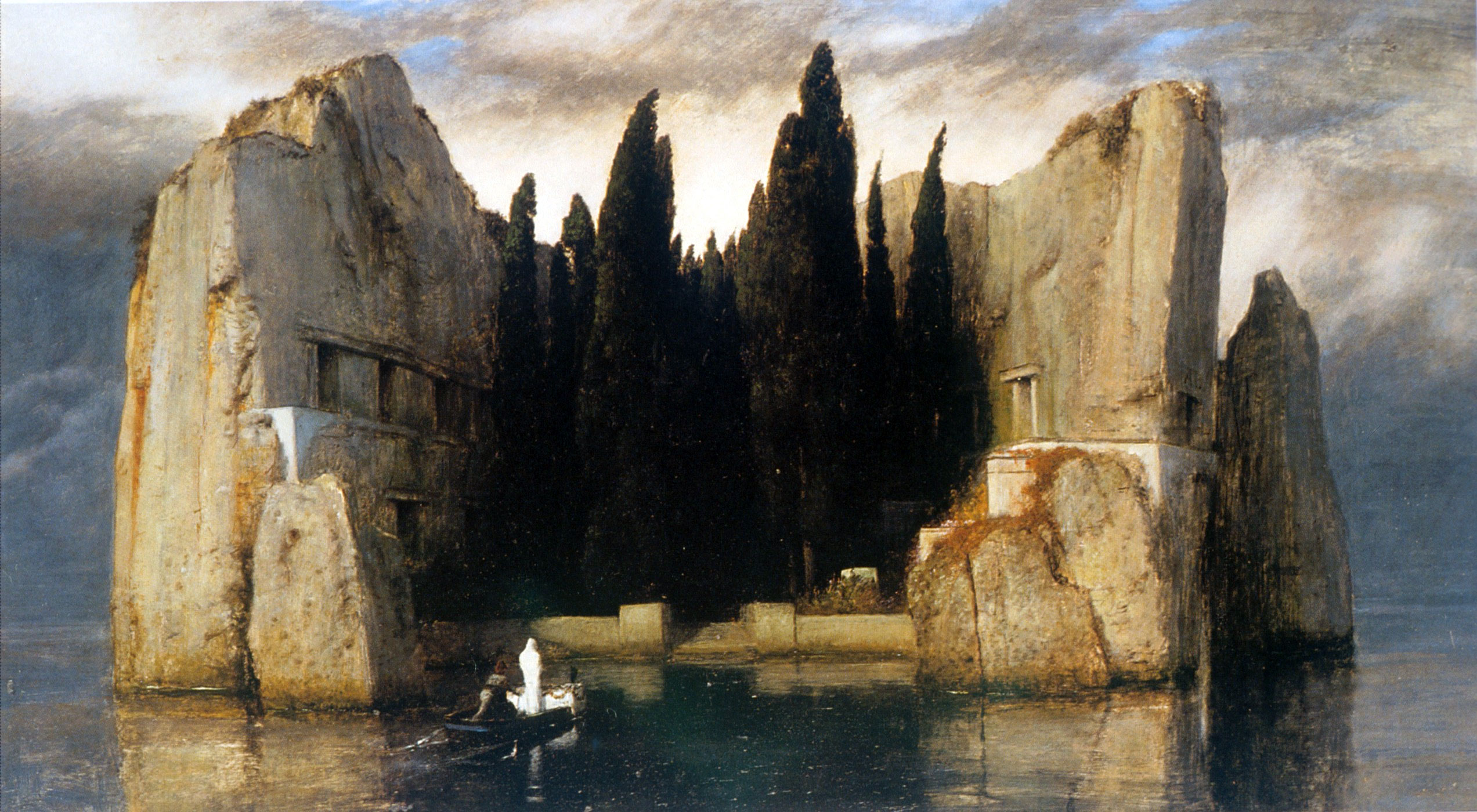
Arnold Böcklin: Die Toteninsel, 3. Version, 1883

Die Gestaltung der offenen Urnenhalle sowie des Urnenhofs mit seinem Tränenbrunnen stammt von Fritz Schumacher. Der Urnenhain wurde nach Plänen der Architekten Willy Meyer und Fritz Schumacher angelegt. Der Urnenhain Tolkewitz war in Deutschland zu dieser Zeit die „erste Gesamtanlage für Feuerbestattungen.“ Natur und Friedhofsgestaltung gehen eine Symbiose ein – Schumacher hatte sich bei der Gestaltung des Friedhofs unter anderem vom kurz vorher eingeweihten Waldfriedhof in München inspirieren lassen. „Wie eine ‚via funeralis‘ präsentiert sich die lange, dunkelumsäumte Allee, die auf das Krematorium zuführt und sich ebenso wie das Bauwerk selbst in einem schmalen Wasserbecken widerspigelt.“
Von Zeitgenossen wurde die Gestaltung des Krematoriums innerhalb der Friedhofsanlage durch das vorgelagerte Wasserbecken auch mit Arnold Böcklins Gemälde Die Toteninsel verglichen, das für Fritz Schumacher Ausgang des „Strebens nach einer ‚neuen Monumentalität, einer feierlichen, grossen Architektursprache‘“ war und in seinem Arbeitszimmer hing.
Von 1923 und 1929 wurde der Urnenhain Tolkewitz unter der Leitung des Architekten Paul Wolf umgestaltet und erweitert. Im Jahr 1924 entstand das Rosarium im Norden des Friedhofs, das 1926 entstandene Kolumbarium ist noch heute das einzige auf Friedhöfen im Dresdner Raum. Von 1928 bis 1929 wurde der „Neue Park“ angelegt, die östliche Erweiterung des Friedhofs. Darin befindet sich auch eine weitläufige Terrassenanlage mit dem mittig gelegenen „Teich der Tränen“. Vom ursprünglichen Areal wird der neue Teil durch einen Urnenhof – heute als Gedenkanlage genutzt – sowie gleichartig angelegte Mauerstellen mit Gräbern in Reihe getrennt. Wolf schuf zudem zehn Brunnen aus Betonwerkstein, die zum Bewässern der Grabpflanzen genutzt werden. Ziel Wolfs war bei der Umgestaltung des Geländes das perfekte Zusammenspiel von „Baukunst, Gartenkunst und Plastik“. Es entstand ein Friedhof, der zu seiner Zeit Vorbildcharakter für ganz Deutschland hatte und sogar in Reiseführern als „Gesamtkunstwerk“ angepriesen wurde, „dessen Stimmungseindruck von keiner Krematoriumsanlage anderer Städte erreicht wird“.
In den Anfangsjahren der DDR diente das Gebäude des ehemaligen königlich-sächsischen Landgerichts in Dresden als zentrale Hinrichtungsstätte der DDR. Die Leichen der dort Hingerichteten wurden unter größter Geheimhaltung zum Urnenhain Tolkewitz gebracht und anonym verbrannt. Die Asche wurde in „Sammelstelle C, Feld III“ vergraben, wo die Urnen der Hingerichteten auf einem unbepflanzten Teil der Sammelstelle liegen. 1957 wurde die zentrale Hinrichtungsstätte nach Leipzig verlegt.
Ein neues Krematorium wurde 2005 in Betrieb genommen und entspricht heutigen Umweltstandards.

## Gräber

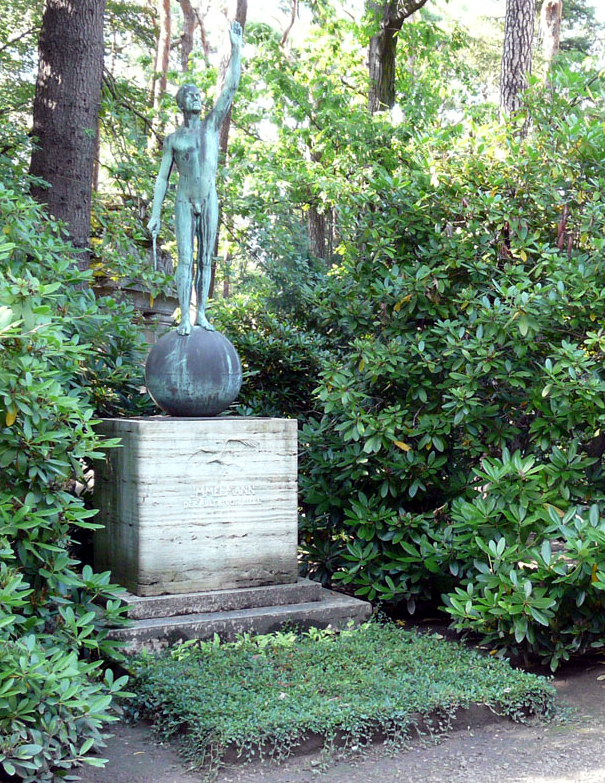
Grab Max Immelmanns mit einer Plastik von Peter Pöppelmann

### Grabkunst
Eine Vielzahl an Gräbern des Urnenhains wurde von bekannten Bildhauern geschaffen. Max Kühne schuf das Grab des Kunstsammlers Felix Bondi (Grabfeld F), von Peter Pöppelmann stammt die Plastik auf dem Grabstein von Max Immelmann und die Urnengestaltung des Grabes von Gotthardt Kuehl. Sascha Schneider schuf unter anderem das Grabrelief für den Bildhauer und Maler Robert Spies (1886–1914).
Weitere Grabmale wurden unter anderem von Hugo Lederer, Martin Pietzsch, Robert Ockelmann Oswin Hempel, Georg Wrba, Rudolf Kolbe, Gustav H. Wolff, Karl Albiker, Edmund Moeller, Arthur Bock, Ferdinand Liebermann, Adolf Rehm und Max Hermann Fritz gestaltet.
Im Urnenhain Tolkewitz können in besonderer Weise die Formenvielfalt und stilistische Varianten von Urnen beobachtet werden.

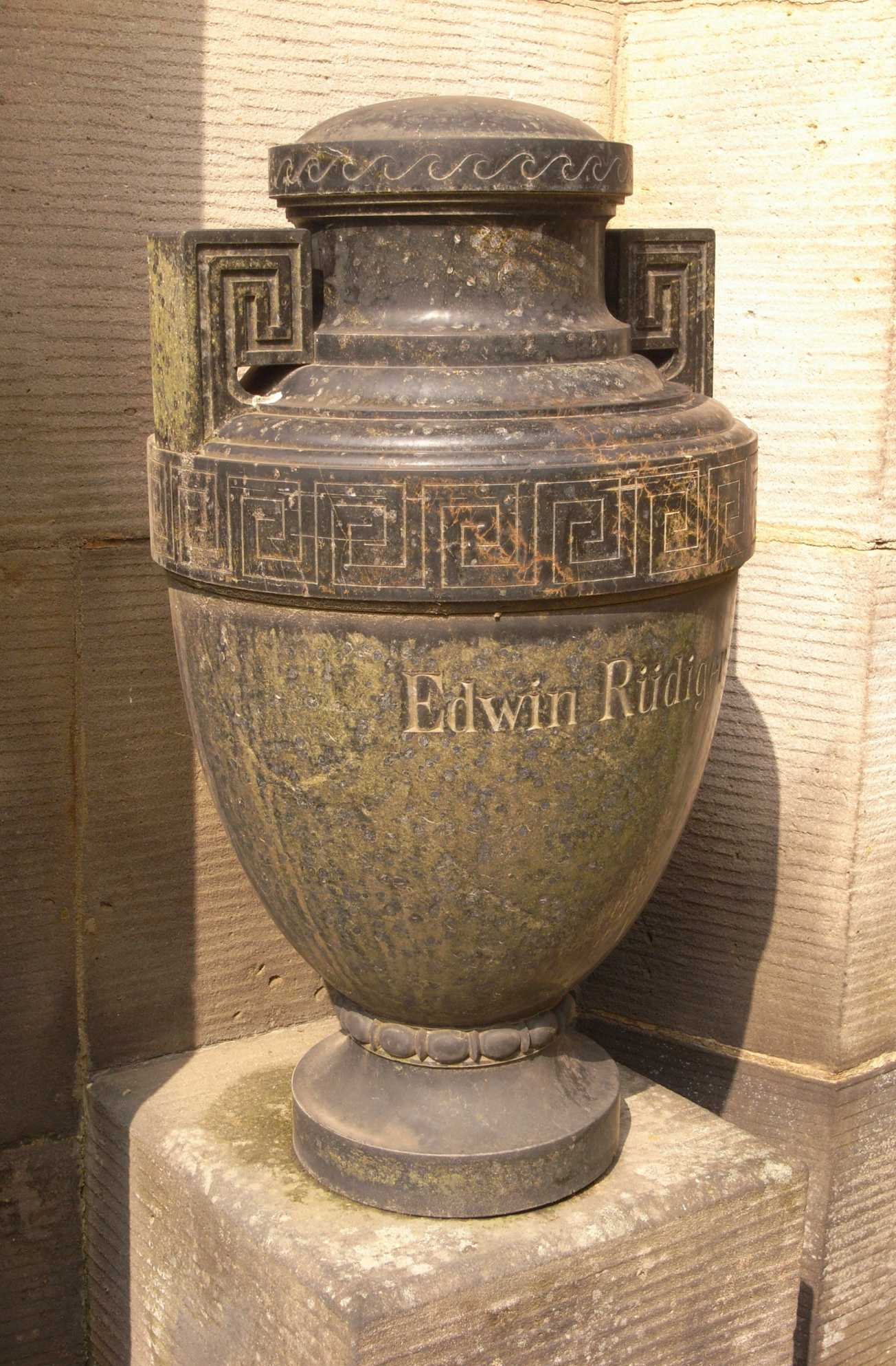
Klassisch antike Form (Material: Zöblitzer Serpentinit)
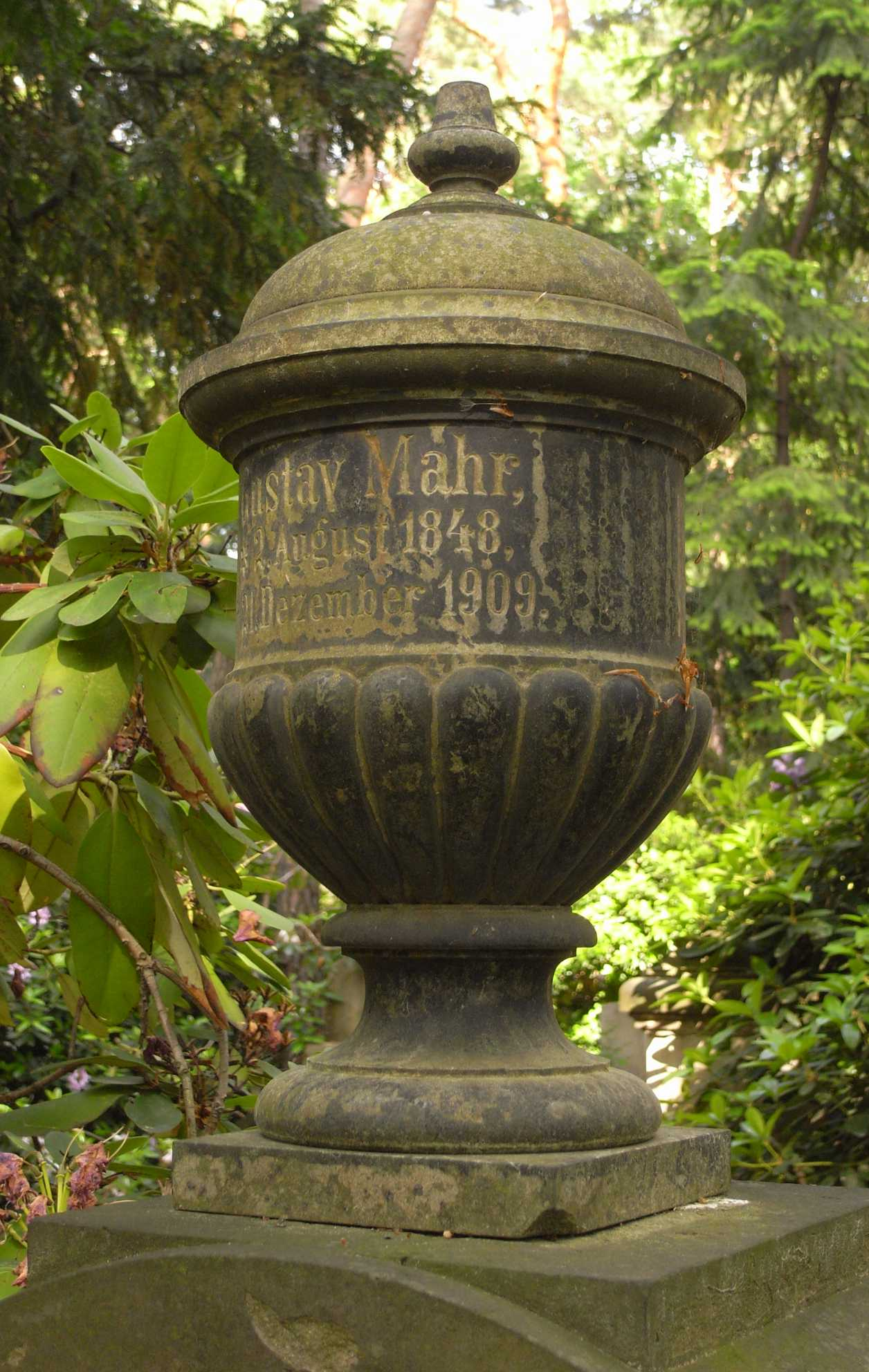
Urne im Stil der Neorenaissance (Material: Zöblitzer Serpentinit)
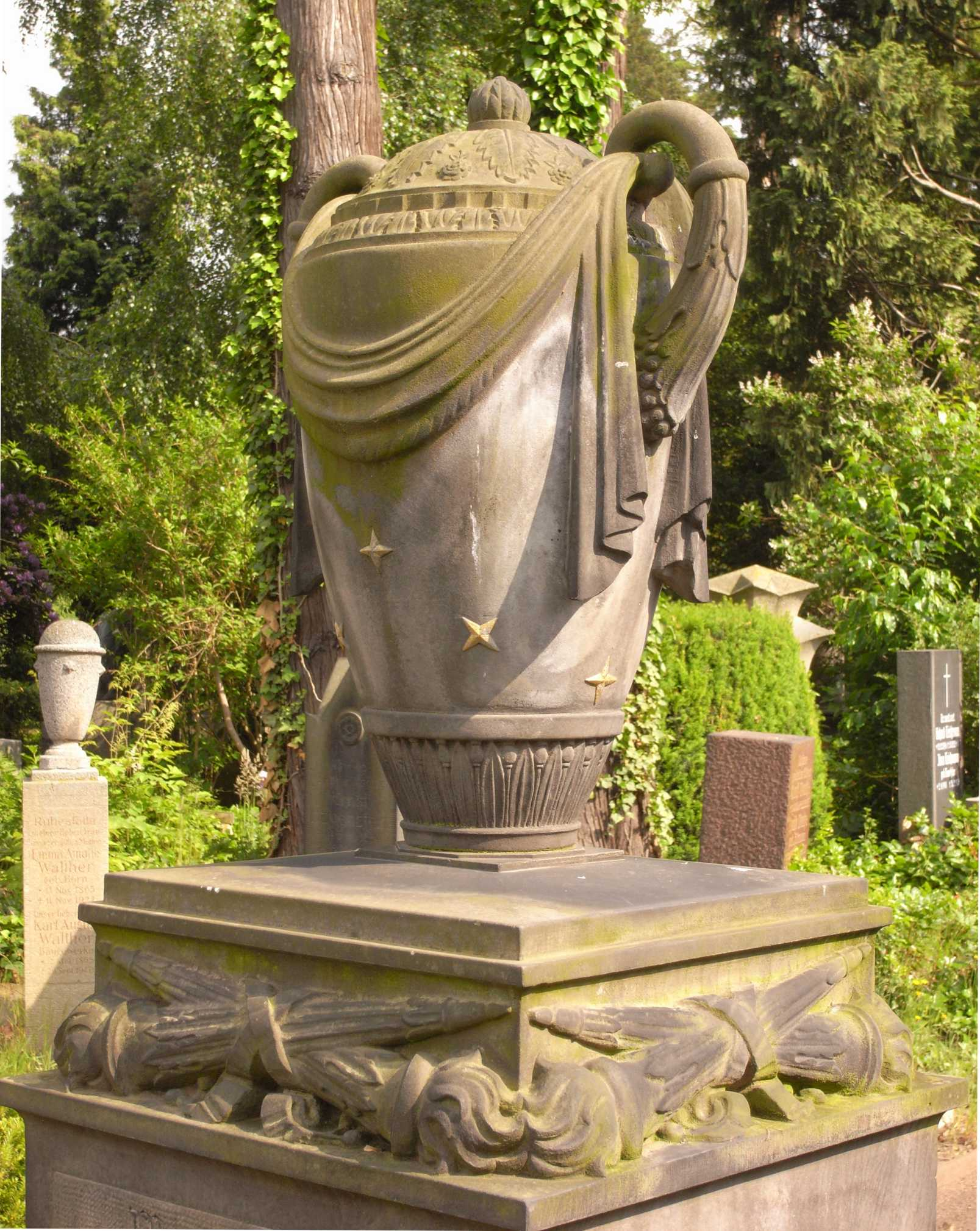
Urne mit vergoldeten Sternelementen (Material: Elbsandstein)
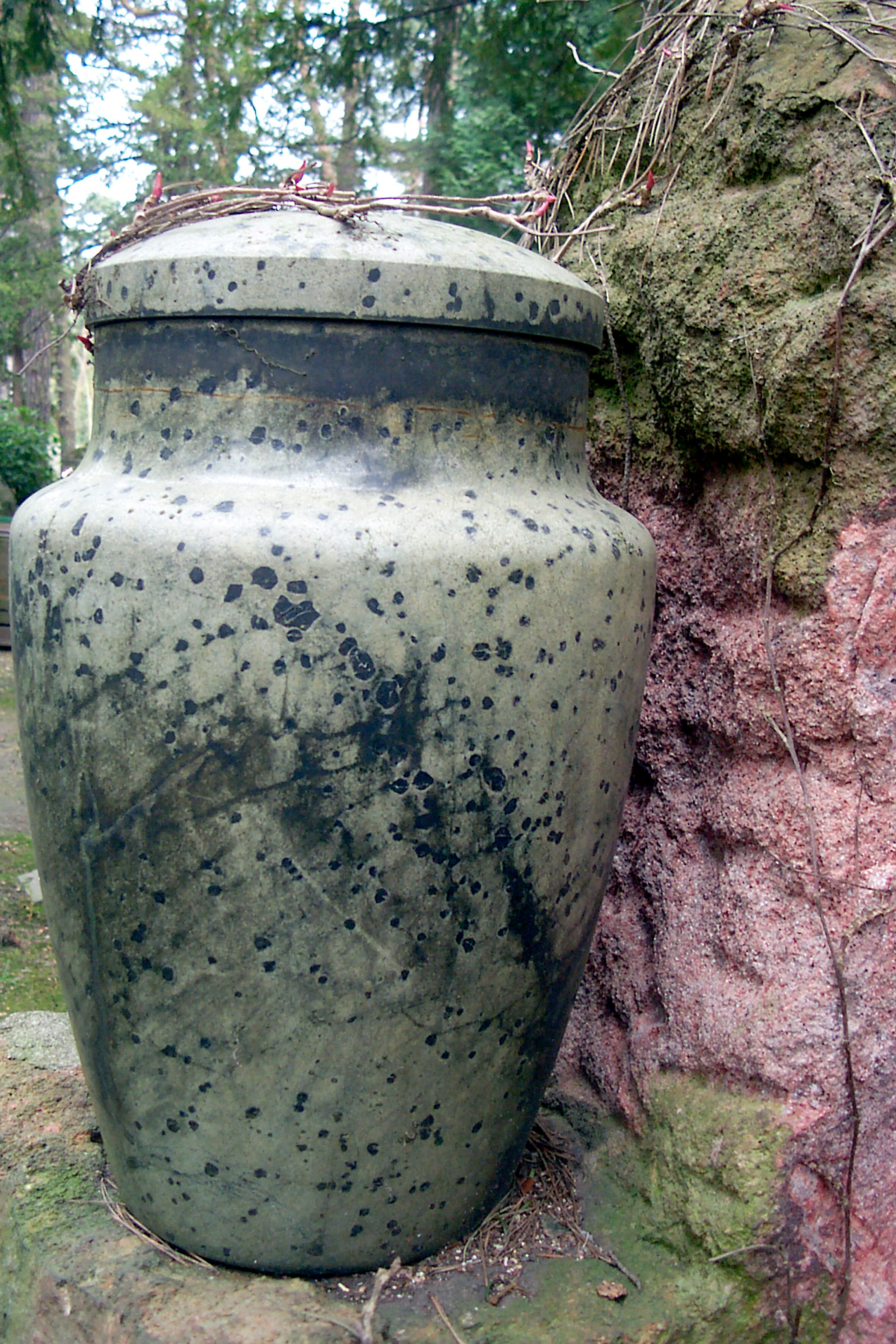
Serpentin-Urne der 1920er Jahre im Stil der neuen Sachlichkeit
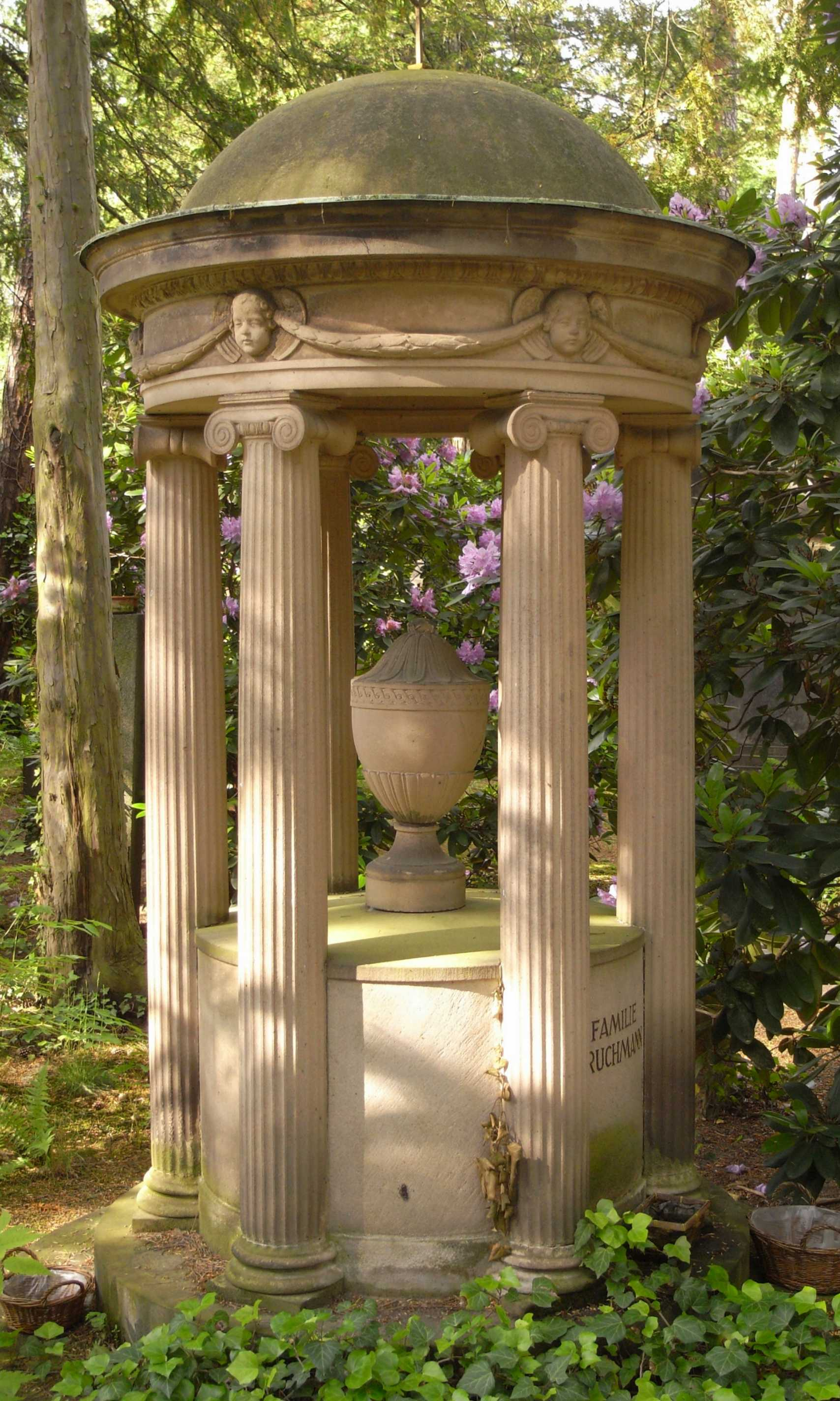
Aufwendiges Urnengrab (Elbsandstein)

### Gedenkstätten

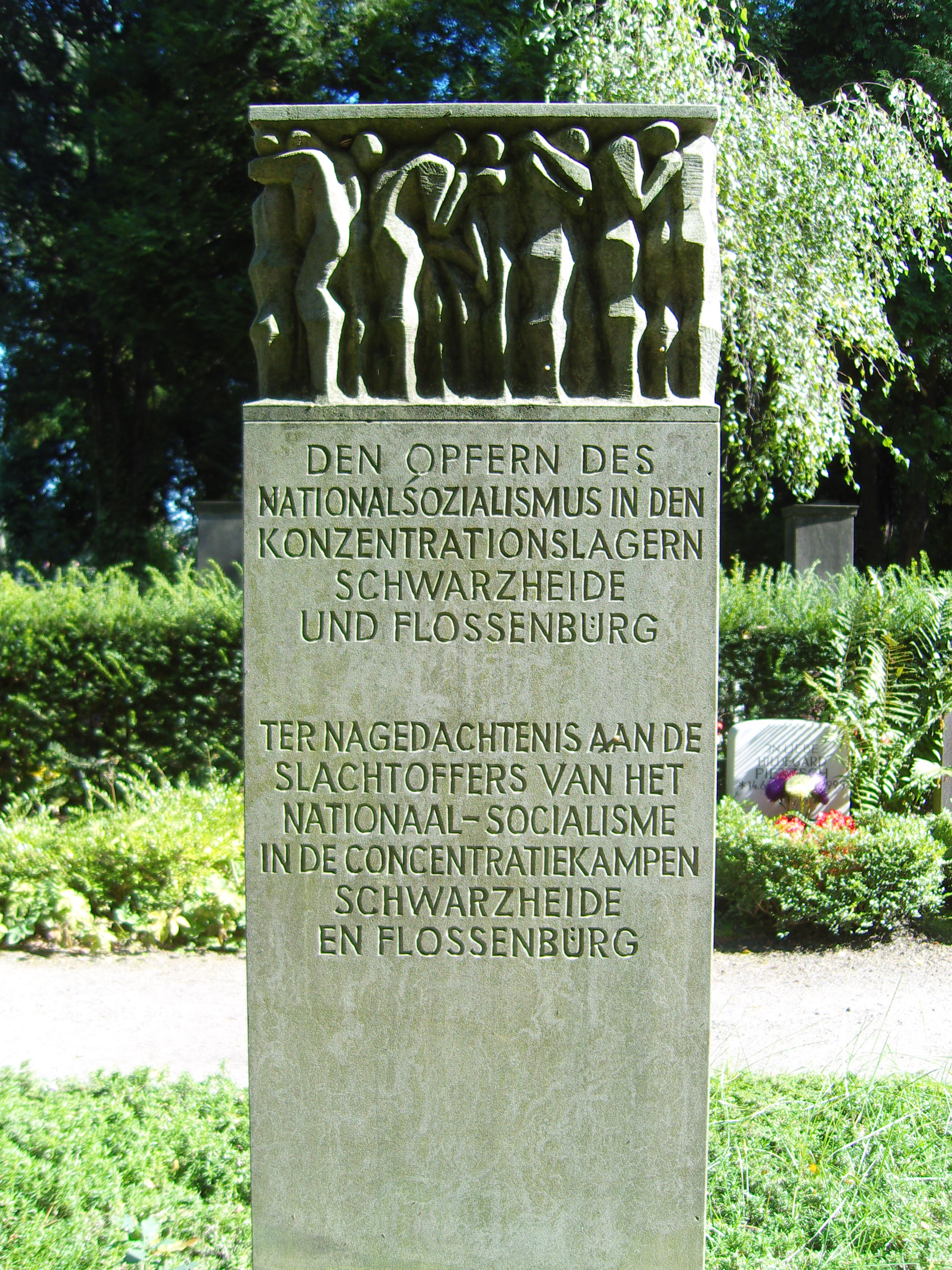
Gedenkstein für die Opfer der KZs Schwarzheide und Flossenbürg

Auf dem Friedhof existieren verschiedene Gedenkstätten. Im großen Rosarium im Norden des Friedhofs befindet sich ein Gedenkstein für sowjetische Zwangsarbeiter. Ein Urnenhof unweit des Krematoriums ist als Gedenkanlage für die Opfer der Konzentrationslager Schwarzheide und Flossenbürg konzipiert.
Am westlichen Rand parallel zur Wehlener Straße befinden sich zwei Gedenkanlagen: Südwestlich liegt die Gedenkanlage für die Opfer stalinistischer Gewaltherrschaft und westlich davon die Gedenkanlage für die Euthanasieopfer der Tötungsanstalt Pirna-Sonnenstein.
Ein Gedenkstein unweit des Krematoriums erinnert an die erste Einäscherung 1911 und die erste Einäscherung nach Wiedereröffnung des Urnenhains, die am 21. Januar 1946 stattfand.

### Persönlichkeiten
- Heinrich Allmeroth (1901–1961), Sänger
- Hermi Ambros (1927–2020), Opernsängerin
- Eberhardt del’Antonio (1926–1997), Schriftsteller
- James Aurig (1857–1935), Fotograf
- Heinrich Barkhausen (1881–1956), Physiker und Professor an der TH Dresden
- Paul Berger (1889–1949), Bildhauer
- Walter Beltz (1935–2006), Religionswissenschaftler
- Max Bewer (1861–1921), Schriftsteller
- Elisabeth Boer (1896–1991), Archivarin
- Robert Burg (1890–1946), Sänger
- Wolfgang Dehler (1936–2003), Schauspieler und Sänger
- Felix Draeseke (1835–1913), Komponist und Schriftsteller
- Horst Engert (1886–1949), Literaturwissenschaftler
- Arthur Esche (1857–1940), Jurist und Politiker
- Fritz Foerster (1866–1931), Chemiker und Rektor der TH Dresden
- Max Förster (1867–1930), Bauingenieur
- Siegwart Friedmann (1842–1916), Schauspieler
- Erhard Frommhold (1928–2007), Kunstwissenschaftler (anonym bestattet)
- Alexander Graumüller (1884–1939), Automobilrennfahrer
- Harry Gravelius (1861–1938), Meteorologe und Rektor der TH Dresden
- Otto Gussmann (1869–1926), Monumentalmaler
- Marie Hankel (1844–1929), Schriftstellerin und Förderin des Esperanto
- Georg Heinsius von Mayenburg (1870–1930), Architekt
- Heinrich Heitsch (1916–1986), Generalleutnant
- Max Herfurt (1872–1932), Architekt
- Ulrike Hessler (1955–2012), Opernintendantin und Autorin
- Otto Heubner (1843–1926), Internist und Kinderarzt (Urnenhof)
- Emil Heuer (1857–1934), Königlich-Sächsischer Hofwagenbauer, Inhaber Gläser-Karosserie
- Friedrich von Heyden (1838–1926), Chemiker
- Max Immelmann (1890–1916), Militärflieger
- Ernst Jennrich (1911–1954), nach Volksaufstand vom 17. Juni 1953 hingerichtet, Urne nach der Wende nach Magdeburg überführt
- Willy Katz (1878–1947), Mediziner
- Bernhard Koban (1931–2022), Grafiker
- Claus Koepcke (1831–1911), Bauingenieur, Schöpfer des Blauen Wunders
- Rudolf Krügener (1847–1913), Chemiker und Unternehmer
- Gotthardt Kuehl (1850–1915), Maler und Professor an der Kunstakademie Dresden
- Hugo Küttner (1879–1945), Unternehmer (nicht erhalten)
- Max Lehrs (1855–1938), Kunsthistoriker, Direktor des Dresdner Kupferstich-Kabinetts
- Auguste Lewinsohn (1868–1957), Politikerin
- Kurt Liebmann (1897–1981), Schriftsteller
- Friedrich Merkel (1892–1929), Kältetechniker
- Siegfried Meurer (1908–1997), Maschinenbauer
- Lotte Meyer (1909–1991), Schauspielerin
- Richard Mollier (1863–1935), Professor für Maschinenlehre, Rektor der TH Dresden
- Gustav Neuring (1879–1919), Politiker
- Alexander Parvus (1867–1924), Journalist
- Bernhard Pattenhausen (1855–1926), Geodät, Direktor des Mathematisch-Physikalischen Salons, Rektor der TH Dresden
- Erich Ponto (1884–1957), Schauspieler
- Walter Reinhold (1898–1982), Bildhauer
- Etha Richter (1883–1977), Tierbildhauerin
- Siegfried Rüger (1933–2007), Verkehrswissenschaftler
- Clara Salbach (1861–1944), Schauspielerin
- Karl Scheidemantel (1859–1923), Sänger
- Gerhard Schill (1925–2000), Politiker
- Max Schippel (1859–1928), Journalist
- Otto Schubert (1878–1968), Architekt
- Alfred Schulze (1878–1929), Jurist und Politiker
- Oskar Seyffert (1862–1940), Gründer des Museums für Sächsische Volkskunst in Dresden
- Robert Spies (1886–1914), Bildhauer
- Jean Louis Sponsel (1858–1930), Direktor des Kupferstichkabinetts, des Historischen Museums und des Grünen Gewölbes
- Robert Sputh (1843–1913), Erfinder des Bierdeckels
- Hans Stosch-Sarrasani senior (1873–1934), Clown und Zirkusdirektor
- Boleslav Strzelewicz (1857–1938), deutscher proletarischer Agitationstheater-Künstler
- Ludwig Sturm (1844–1926), Porträt- und Porzellanmaler
- Walter Thürmer (1896–1971), Politiker
- Heinrich Tscharmann (1859–1932), Architekt
- Carl Ulrici (1839–1896). deutscher Schriftsteller
- Paul Wiecke (1862–1944), Schauspieler, Regisseur und Schauspieldirektor
- Karl Woermann (1844–1933), Jurist und Kunsthistoriker